# 团结路街道 (奎屯市)
团结路街道，是中华人民共和国新疆维吾尔自治区伊犁哈萨克自治州奎屯市下辖的一个乡镇级行政单位。

## 行政区划
团结路街道下辖以下地区：
风华里社区、龙溪里社区、芙蓉里东社区、芙蓉里西社区、启明里社区、飞鸿里社区、曙光里社区、金桥里社区、云岫里社区、喀拉尕什社区和海纳尔社区。